# Vicky McClure

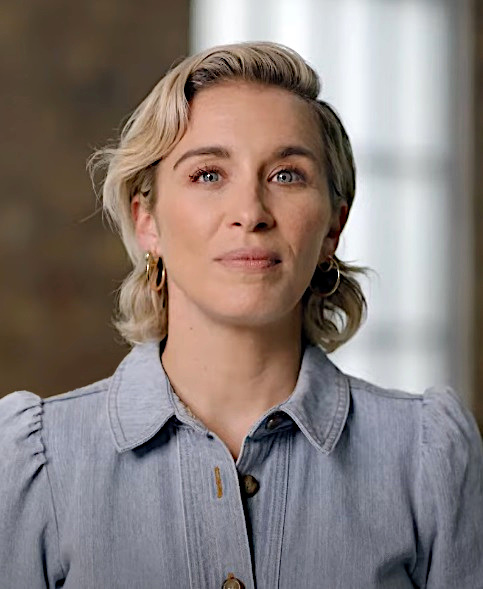
Vicky McClure im Jahr 2024

Vicky Lee McClure (* 8. Mai 1983 in Nottingham, Nottinghamshire) ist eine britische Schauspielerin, die unter anderem durch die Arbeit mit dem Regisseur Shane Meadows bekannt wurde. Sie spielte die Schwester der Titelheldin in dem Film A Room for Romeo Brass (1999) und erhielt mehr Aufmerksamkeit durch den Film This Is England (2006), in dem sie die Rolle der Lol verkörperte.

## Karriere
Vicky Lee McClure wurde in Wollaton, Nottingham als Tochter einer Friseurin und eines Schreiners geboren. Sie hat eine ältere Schwester, Jenny. Sie besuchte die Fernwood School in Wollaton. Seit ihrem dritten Lebensjahr erhielt sie Tanzstunden. McClure nahm, seit sie 11 Jahre alt war, an Workshops der britischen Organisation Central Junior Television Workshop teil, die junge Menschen in Auftritten für Fernsehen, Film, Radio und Theater ausbilden. Sie wurde an der Italia Conti Academy of Theatre Arts in London angenommen, aber da ihre Familie die dafür nötigen Studiengebühren nicht aufbringen konnte, besuchte sie weiterhin die Workshops.
Im Alter von 15 Jahren erhielt sie in dem Independent-Film A Room for Romeo Brass von Shane Meadows die Rolle der Ladine Brass. In einem Interview im April 2007 mit der britischen Zeitschrift Time Out sagte Vicky McClure, dass Meadows sie für die Rolle entdeckt habe, während sie mit Andrew Shim in einem Pub saß. Sie beschrieb die Arbeit als eine wunderbare:

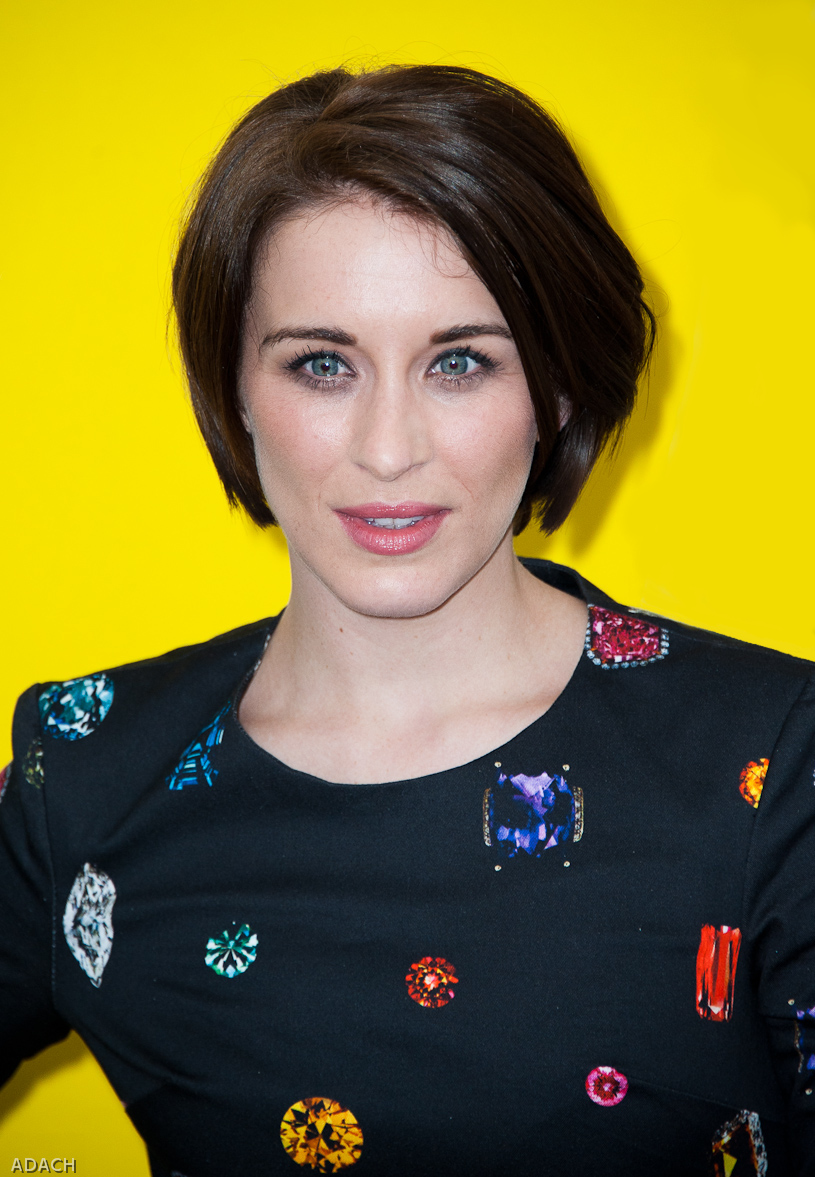
McClure im Jahr 2014

„Wir waren tragend beteiligt an dem Film, was phantastisch war. Wir waren sogar dabei, als Shane den Film geschnitten hat – wir haben so viele verschiedene Versionen des Films gesehen.“
Viele Szenen in diesem Film sind improvisiert:
„Na ja, alles ist improvisiert. Wenn wir uns alle halb tot gelacht haben, hat Shane gesagt: ‚Ja gut, steckt euch gegenseitig an mit eurem Lachen‘, und irgendjemand hat dann mit einem komischen Kommentar eine Unterhaltung begonnen und wir haben alle natürlich gelacht, weil es einfach lustig war. Oft hat das nur für den ersten Take funktioniert.“
Zu der Frage, wie es sei, mit Meadows zu arbeiten im Gegensatz zu anderen Regisseuren, sagte sie:
„Ich habe nicht viel Erfahrungen mit anderen Regisseuren gesammelt, da ich noch nicht allzu viele Filme gedreht habe, aber ich habe das Gefühl, wenn ich weiter in dieser Branche und mit anderen Leuten arbeite, werde ich nicht mehr diesen Luxus genießen können.“
Zu ihren Charakteren und der Ähnlichkeit zu ihrer eigenen Person zog sie Parallelen:
„Ich denke, Ladine und Lol sind in einem Punkt ziemlich ähnlich, beide halten sich aus der ganzen Scheiße, die auf sie zukommt, raus, bis zu einem gewissen Grad. Wir alle drei sind uns in so vielen verschiedenen Arten ähnlich … Ich denke, Shane sieht einiges der Figuren in mir, was natürlich hilft. Aber ich bin immer nett, wirklich!“
Nach ihrem ersten Film wurde sie von einem Agenten unter Vertrag genommen, erhielt aber über vier Jahre lang keine Rollen. Nach ihrem Schulabschluss begann sie ein Schauspiel-Grundstudium am örtlichen College, brach das Studium aber ab und arbeitete im Einzelhandel. Im Alter von 19 Jahren gab sie ihre Schauspielambitionen für ein Jahr ganz auf, nahm anschließend aber einen Teilzeitjob in einem Büro in Nottingham an, um die Möglichkeit zu haben, überwiegend in London für Schauspielrollen vorzusprechen.
2008 spielte sie unter der Regie von Madonna in dem Film Filth and Wisdom mit. Premiere hatte der Film am 13. Februar 2008 auf der Berlinale. 2011 wurde McClure für ihre Darstellung der Lorraine „Lol“ Jenkins in der Miniserie This Is England ’86 mit dem British Academy Television Award und dem The Royal Television Society Award als beste Schauspielerin ausgezeichnet.
Seit 2012 ist sie einem breiteren TV-Publikum durch die Verkörperung der Kate Fleming in der BBC-Two-Serie Line of Duty bekannt. 2013 war sie in der ersten Staffel der Krimiserie Broadchurch in 7 Folgen zu sehen und in dem Actionfilm Redemption – Stunde der Vergeltung mit Jason Statham. Von 2020 bis 2024 spielte sie in der Agentenserie Alex Rider neben Otto Farrant und Stephen Dillane. In der Serie Trigger Point spielt McClure seit 2022 die Hauptrolle Lana Washington, Leiterin einer Spezialeinheit von Bombenentschärfern der Londoner Metropolitan Police.

## Privatleben
McClure lebt mit dem walisischen Regisseur Jonny Owen in Nottingham. Im Dezember 2017 gaben sie ihre Verlobung bekannt und seit dem 11. August 2023 sind sie verheiratet.
2013 eröffnete Vicky McClure im Nottingham City Hospital die Abteilung Hogarth Teenage Cancer Trust und ist seitdem Unterstützerin. Seit 2018 ist sie Botschafterin der Alzheimer Society. Ihre Großmutter verstarb an Alzheimer und McClure unterstützte 2019 die BBC-Dokumentation Our Dementia Choir, um die Krankheit mehr ins Bewusstsein zu rücken. Das Format wurde in Deutschland vom ZDF unter dem Titel Unvergesslich – Unser Chor für Menschen mit Demenz adaptiert.

## Filmografie (Auswahl)
- 1999: A Room for Romeo Brass
- 2000: Doctors (Fernsehserie, Episode 2x40 Love Me Tender)
- 2002: Tough Love
- 2004: Birth Day (Kurzfilm)
- 2005: The Stairwell (Kurzfilm)
- 2006: This Is England
- 2008: Filth and Wisdom
- 2009: Enough Rope
- 2009: Cast Offs (Fernsehserie, Episode 1x06 Carrie)
- 2010: Five Daughters (Fernsehserie, 3 Episoden)
- 2010: Just Before Dawn (Kurzfilm)
- 2010: This Is England ’86 (Miniserie, 2 Episoden)
- 2011: The Body Farm (Fernsehserie, Episode 1x04)
- 2011: Walk Like a Panther
- 2011: Stolen
- 2011: Coming Up
- 2011: The Body Farm (Fernsehserie)
- 2011: This Is England ’88 (Miniserie)
- 2012–2021: Line of Duty (Fernsehserie)
- 2012: True Love (Miniserie)
- 2013: Redemption – Stunde der Vergeltung (Hummingbird)
- 2013: Broadchurch (Fernsehserie, 7 Episoden)
- 2013: Svengali
- 2013: Convenience
- 2015: Beverley (Kurzfilm)
- 2015: Operator (Kurzfilm)
- 2015: This Is England ’90 (Fernsehserie, 4 Episoden)
- 2015: Convenience
- 2016: The Secret Agent (Miniserie, 3 Episoden)
- 2017: The Replacement (Miniserie, 3 Episoden)
- 2018: Mother’s Day (Fernsehfilm)
- 2018: Action Team (Fernsehserie, 6 Episoden)
- 2018: Our Dementia Choir with Vicky McClure (Dokumentation)
- 2019: I Am (Fernsehserie, Episode 1x01 I Am Nicola)
- 2019: Charity Shop Sue (Fernsehserie, Episode 1x06 Rot Test Challenge)
- 2020–2024: Alex Rider (Fernsehserie, 24 Episoden)
- seit 2022: Trigger Point (Fernsehserie)
- 2025: The Masked Singer (Fernsehsendung, Gastjurorin Episode 6x2)

## Auszeichnungen
- 2011: RTS Television Award in der Kategorie "Beste weibliche Schauspielerin"
- 2011: BAFTA Television Award in der Kategorie "Beste Schauspielerin"